# Caledothele tristata
Caledothele tristata – gatunek pająka z infrarzędu ptaszników i rodziny Euagridae.

## Taksonomia
Gatunek ten opisany został po raz pierwszy w 1991 roku przez Roberta Ravena na łamach „Mémoires du Muséum National d'Histoire Naturelle de Paris”. Jako lokalizację typową wskazano Table Unio na Nowej Kaledonii.

## Morfologia
U jedynej zmierzonej samicy ciało ma 11 mm długości przy prosomie długości 4 mm i szerokości 3,3 mm, a opistosomie (odwłoku) długości 6 mm i szerokości 3,9 mm. Karapaks jest jasnożółtobrązowy z brązowymi przepaskami, porośnięty brązowymi, falistymi włoskami. Ośmioro oczu rozmieszczonych jest na planie prostokąta. Oczy pary przednio-środkowej w widoku grzbietowym leżą bardziej z tyłu niż oczy pary przednio-bocznej, a oczy pary tylno-środkowej leżą bardziej z przodu niż pary tylno-bocznej. Jamka karapaksu jest krótka i prosta, opatrzona jedną parą szczecinek fowealnych. Nadustek jest niski. Żółtobrązowe szczękoczułki mają 9 dużych i 7 małych ząbków na przedniej krawędzi bruzdy oraz trzy drobne ząbki i od 15 do 20 ziarnistości w nasadowo-środkowej części bruzdy. Barwa sternum, wargi dolnej i szczęk jest żółtawobrązowa. Odnóża są żółtobrązowe z brązowym obrączkowaniem na goleniach i nadstopiach. Pazurki parzyste mają od 7 do 9 ząbków rozmieszczonych w S-kształtnym szeregu, a pazurek trzeci ma trzy ząbki lub jest bezzębny. Opistosoma jest z wierzchu brązowa z nieregularnym, bladym wzorem, od spodu zaś blada z brązowymi znakami.  Genitalia samicy zawierają dwie spermateki, każda o formie płata z częścią odsiebną rozwidloną na gruby, kciukowaty płat wewnętrzny i mały, kikutowaty płat zewnętrzny.

## Ekologia i występowanie
Pająk ten występuje endemicznie w równikowych lasach deszczowych Nowej Kaledonii. Znaleziony na rzędnych od 700 do 1000 m n.p.m. Znany jest tylko z okolic lokalizacji typowej.